# Bảo Yến
Bảo Yến (tên thật: Nguyễn Khắc Kim Yến) là một nữ ca sĩ nhạc vàng, trữ tình và nhạc trẻ nổi tiếng người Việt Nam từ đầu thập niên 1980. Danh ca Bảo Yến và em gái - nữ danh ca Nhã Phương đã tạo ra một đôi song ca cực ăn khách thời đó. 

## Tiểu sử
Bảo Yến sinh ngày 27 tháng 2 năm 1958 tại đồn Mang Cá, Thành Nội Huế nhưng nguyên quán là ở Quảng Trị.
Bảo Yến xuất thân trong một gia đình có truyền thống âm nhạc. Chị đã được cha mình là nghệ sĩ Thủy Triều rèn luyện và hướng nghiệp ngay từ ngày còn bé. Năm 1981, Bảo Yến được Đài Truyền hình Thành phố Hồ Chí Minh mời về cộng tác ghi âm, thu hình trong những chương trình ca nhạc của Đài.
Những bài hát thành công nhất của chị giai đoạn đầu tiên là: Nói chuyện với người trong tranh của nhạc sĩ Triều Dâng, Tình ca trên biển của nhạc sĩ Thanh Tùng và Hương thầm của nhạc sĩ Vũ Hoàng

### Gia đình
Cha Bảo Yến là ca sĩ Thủy Triều, em gái là ca sĩ Nhã Phương và em trai là nhạc sĩ Kim Tuấn. Chồng của Bảo Yến là nhạc sĩ Quốc Dũng. Bảo Yến và Quốc Dũng có hai con trai, con trai lớn là Nguyễn Khải Ca, con trai út là Nguyễn Quốc Bảo Châu.

## Một số album
1. Bay vào ngày xanh
2. Ru nửa vầng trăng
3. Biết đâu cội nguồn
4. Mưa trên phố Huế

## Ca khúc biểu diễn trên sân khấu

### Trung Tâm Asia
| STT | Ca khúc | Thể hiện với          | Chương trình | Năm  |
| --- | --- | --------------------- | ------------ | ---- |
| 1   | Chiếc Lá Cuối Cùng (Tuấn Khanh)                                                                                              | Y Phương              | ASIA 53      | 2007 |
| 2   | Đưa Em Vào Hạ (Trầm Tử Thiêng)                                                                                               | Solo                  | ASIA 54      | 2007 |
| 3   | LK Trúc Hồ: Một Lần Nữa Thôi, Em Đã Quên Một Dòng Sông, Yêu Em Âm Thầm, Tình Yêu, Giữa Hai Mùa Mưa Nắng                      | Khải Tuấn, Minh Thông | ASIA 54      | 2007 |
| 4   | Anh Còn Nợ Em (Anh Bằng, thơ: Phan Thành Tài)                                                                                | Solo                  | ASIA 55      | 2007 |
| 5   | LK Phượng Hoàng: Hãy Ngước Mặt Nhìn Đời (Lê Hựu Hà), Mặt Trời Đen (Nguyễn Trung Cang), Huyền Thoại Người Con Gái (Lê Hựu Hà) | Nhã Phương            | ASIA 56      | 2007 |
| 6   | Rất Huế (Anh Bằng, thơ: Phong Sơn)                                                                                           | Solo                  | ASIA 57      | 2008 |

### Trung Tâm Thúy Nga

#### Chương trình Thúy Nga Music Box
| STT | Ca khúc                                               | Thể hiện với | Chương trình           | Năm  |
| --- | ----------------------------------------------------- | ------------ | ---------------------- | ---- |
| 1   | Song Hiệp Tranh Hùng (Quốc Dũng)                      | Solo         | Thúy Nga Music Box #32 | 2021 |
| 2   | Thư Tình Không Gửi (Quốc Dũng)                        | Solo         | Thúy Nga Music Box #32 | 2021 |
| 3   | Ngại Ngùng (Quốc Dũng, thơ: Xuân Kỳ)                  | Solo         | Thúy Nga Music Box #32 | 2021 |
| 4   | Biển Mộng (Quốc Dũng)                                 | Khải Ca      | Thúy Nga Music Box #32 | 2021 |
| 5   | Kẻ Đau Tình (Quốc Dũng, thơ: Xuân Kỳ)                 | Solo         | Thúy Nga Music Box #32 | 2021 |
| 6   | Hạt Mưa Và Nỗi Nhớ (Quốc Dũng, lời: Nguyễn Đức Cường) | Solo         | Thúy Nga Music Box #32 | 2021 |
| 7   | Lối Thu Xưa (Quốc Dũng & Nguyễn Đức Cường)            | Solo         | Thúy Nga Music Box #32 | 2021 |
| 8   | Quê Hương Và Mộng Ước (Quốc Dũng)                     | Khải Ca      | Thúy Nga Music Box #32 | 2021 |